# ممالك الهوسا

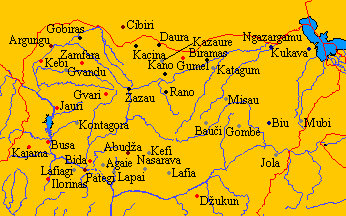
المدن الكبرى في أراضي الهوسا. والحدود الحديثة مميزة باللون الأحمر.

ممالك الهوسا المعروفة أيضًا باسم مملكة الهوسا أو هوسلاند، هي مجموعة من الولايات التي اسسها شعب الهوسا الذين استقروا بين نهر النيجر وبحيرة تشاد (شمال نيجيريا حاليًا). تقع ممالك الهوسا بين ممالك غانا القديمة ومملكة مالي وممالك كانم-بورنو في شرق السودان. تشكلت ممالك الهوساكمنطقة سياسية وثقافية خلال الألفية الأولى بعد الميلاد نتيجة للتوسع الغربي لشعوب الهوسا. وصلوا إلى ممالك الهوسا عندما كانت التضاريس تتحول من الغابات إلى السافانا. بدأوا في زراعة الحبوب مما أدى إلى زيادة كثافة السكان الفلاحين. كان لديهم لغة وقوانين وعادات مشتركة. اشتهرت الهوسا بصيد الأسماك والصيد والزراعة واستخراج الملح والحدادة.
بحلول القرن الرابع عشر، أصبحت سلطنة كانو (إحدى ممالك الهوسا) أقوى دولة مدينة. أصبحت كانو قاعدة لتجارة الملح والقماش والجلود والحبوب عبر الصحراء. ينعكس تاريخ الهوسا الشفوي في أسطورة بياجدة [الإنجليزية]، التي تصف مغامرات البطل البغدادي بياجدة، وبلغت ذروتها عندما يقتل الأفعى في بئر دورة [الإنجليزية] ويتزوج من الملكة المحلية ماجاجيا دوراما [الإنجليزية]. وفقًا للأسطورة أنجب البطل طفلا من الملكة (باو) وطفل آخر من خادمة الملكة ( كاربغاري).
على الرغم من أن دول الهوسا تشترك في نفس النسب واللغة والثقافة ، إلا أن الولايات تميزت بمنافسات شرسة مع بعضها البعض وكانت كل ولاية تسعى للتفوق على الآخرين. شنت الولايات حروبًا باستمرار على بعضهم البعض وكانوا في كثير من الأحيان يتحالفون مع الغزاة ضد الولايات الشقيقة مما أعاق قوتهم الجماعية.

## بانزا باكاوي
حسب أسطورة بياجيدا، تم تأسيس ولايات هوسا بكاوي على يد إخوة كارباجاري ("المستولي على المدن") السبعة، وهو الولد الوحيد من نسل بياجيدا والخادمة باجواريا. وقد أطلق عليهم اسم بانزا باكاوي وهو ما يعني الأنذال أو المزورين السبعة بناءً على حالة العبودية التي كان فيها أسلافهم. وعلى الرغم من ذلك، إلا أنهم بسبب أن كارباجاري كان أول مولود، فقد سيطروا على هوسا باكاوي. وتشتمل هذه الولايات على مملكتين سكنهما الناطقون بلغة الهوسا وخمس دول سكنها الناطقون بلغتي البينو - كونغو:
- زمفرة (ولاية يقطنها الناطقون بلغة الهوسا)
- كيبي (ولاية يقطنها الناطقون بلغة الهوسا)
- ياوري (والتي يطلق عليها كذلك اسم ياووري)
- جواري (والتي يطلق عليها كذلك اسم جواريلاند)
- كورورافا (ولاية شعب يوكون)
- نوبي (ولاية شعب نوبي)
- يوروبا (دولة شعب الأويو)

مملكة الهوسا

## هوسا باكاوي
لقد بدأت ممالك الهوسا في شكل سبع ولايات تم تأسيسها حسب أسطورة بياجيدا على يد ستة أبناء من أبناء باوو ("إعادة (المدينة)")، وهو الابن الوحيد للبطل والأميرة ماغاجيا داوراما بالإضافة إلى ابن البطل، بيرم أو إبراهيم، من زواج سابق.
وقد اشتملت تلك الولايات على ممالك لا يسكنها إلا ناطقون بلغة الهوسا:
- الداورا: ? - 1806، 1906 (إحياء أسرة الهوسا الحاكمة)
- كانو: ? - 1807
- كاتسينا، ? - 1805
- زازاو (زاريا): ? - 1808
- جبير: ? - 1808
- رانو: ? - القرن التاسع عشر?
- بيرم: ? - 1805

## أوج القمة
لقد تم ذكر ممالك الهوسا أول الأمر من خلال اليعقوبي في القرن التاسع وكانت بحلول القرن الخامس عشر بمثابة مراكز تجارية مفعمة بالحيوية تتنافس مع كانم-برنو وإمبراطورية مالي. وقد كانت الصادرات الرئيسية عبارة عن العبيد والجلد والذهب والأقمشة والملح وجوز الكولا وجلود الحيوانات والحنة. وباستثناء السيطرة المؤقتة لمملكة كانم-برنو، كانت ولايات مدن الهوسا تعمل بشكل مستقل. وقد منعت المنافسات بين تلك الولايات تكوين سلطة مركزية واحدة.

## الانهيار

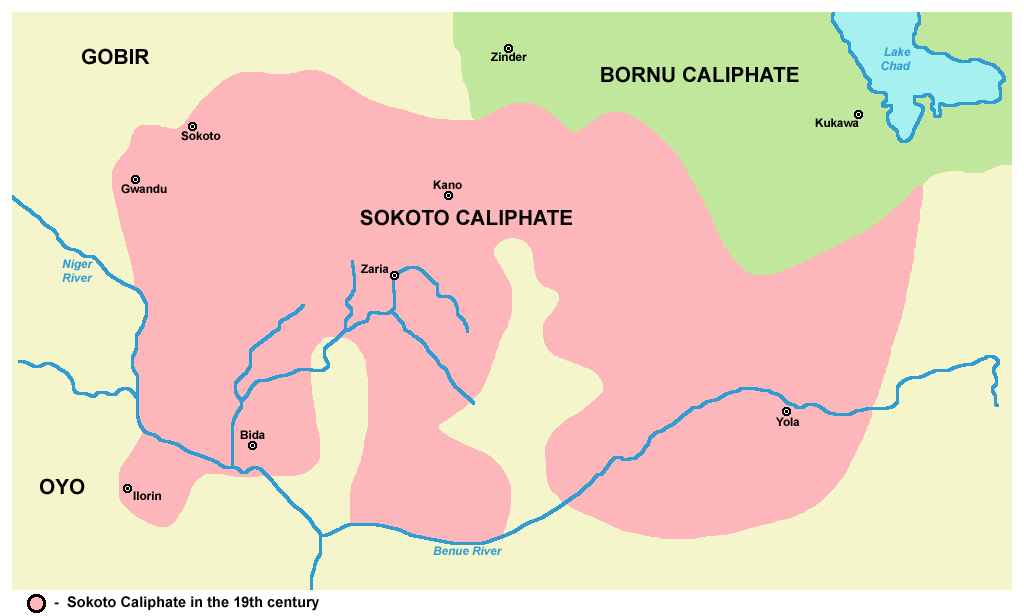
خلافة صكتو من الهوسا الفولاني في القرن التاسع عشر

رغم النمو المستمر بشكل نسبي، كانت الولايات القائمة في المدن معرضة للعدوان، ورغم أن الأغلبية العظمى من سكانها كانوا من المسلمين بحلول القرن السادس عشر، إلا أنه كانت تتم مهاجمتهم على يد المجاهدين من الفولاني في الفترة بين 1804 وحتى 1808. وفي عام 1808، تم احتلال آخر دولة من دول الهوسا على يد عثمان دان فوديو وتم ضمها إلى خلافة صكتو من الهوسا الفولاني. وفي عام 1906، أعاد البريطانيون حكم الهوسا القديم في داورا.

## الشخصيات البارزة من ولايات الهوسا القائمة في المدن
- أمينة، الأميرة المسلمة المحاربة من زازو (زاريا).

## قائمة المصادر
- Hogben, S. J. und Anthony Kirk-Greene: The Emirates of Northern Nigeria, London 1966 (pp. 145–155).
- Lange, Dierk: Ancient Kingdoms of West Africa, Dettelbach 2004 (pp. 215–305).
- Nicolas, Guy: Dynamique sociale et appréhension du monde au sein d'une société hausa, Paris 1975.
- Palmer, Herbert R.: Sudanese Memoirs, vol. 3, Lagos 1928 (Bayajidda legend, pp. 132–146).
- Smith, Michael: The Affairs of Daura, Berkeley 1978.

## وصلات خارجية
- Map showing Bornu and the Hausa Bakwai
- Hausa language version of the Bayajidda tale: Part I & Part II
- English translation of the palace version of the Bayajidda legend in Lange, Ancient Kingdoms, Dettelbach 2004, 289-296.
- Britannica
- Art & Life in Africa
- BBC
- Amana Online The Fulani Empire of Sokoto
- Amana Online Hausaland and the Hausas